# Formica polyctena
Formica polyctena е вид ципокрило насекомо от семейство Мравки (Formicidae). Видът е почти застрашен от изчезване.

## Разпространение
Разпространен е в Австрия, Белгия, България, Германия, Испания, Италия, Латвия, Литва, Нидерландия, Норвегия, Полша, Румъния, Русия, Словакия, Сърбия, Украйна, Унгария, Финландия, Франция, Черна гора, Чехия, Швейцария и Швеция.